# Euphorbia procopianii
Euphorbia procopianii är en törelväxtart som beskrevs av Savul. och Tscharna Rayss. Euphorbia procopianii ingår i släktet törlar, och familjen törelväxter. Inga underarter finns listade i Catalogue of Life.